# Naissance en 1288
Naissance
- 1284
- 1285
- 1286
- 1287
- 1288
- 1289
- 1290
- 1291
- 1292

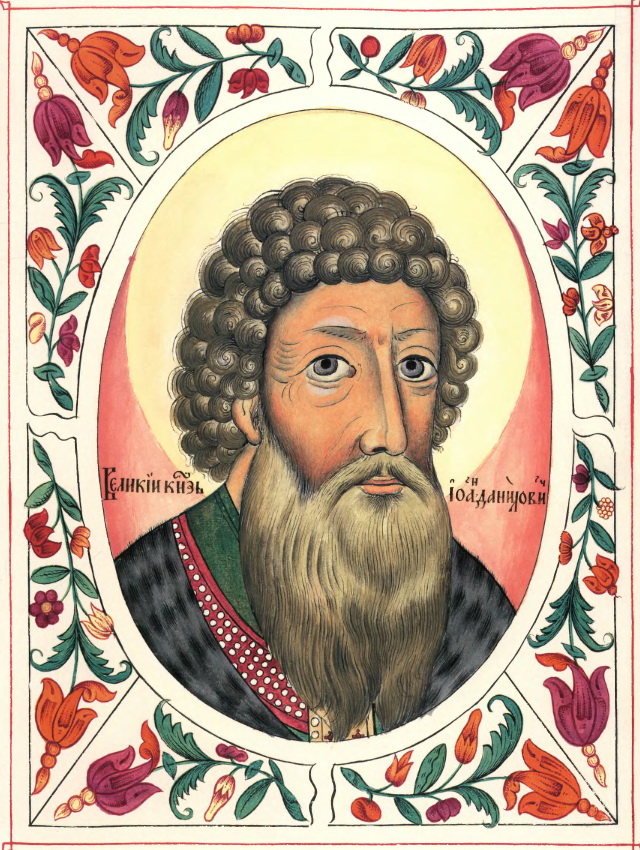
Ivan Ier Kalita, né en 1288.

Cette page dresse une liste de personnalités nées au cours de l'année 1288 :
- 5 avril : Go-Fushimi, 93e empereur du Japon.
- août : Adolphe de La Marck, prince-évêque de Liège.
- 1er septembre : Élizabeth Ryksa, reine consort de Bohême, reine consort de Pologne et duchesse consort d'Autriche-Styrie.
- 26 novembre : Go-Daigo, 96e empereur du Japon.

- Isabelle d'Artois, noble française devenue nonne à Poissy.
- Robert III de Beu, comte de Vendôme, grand maître de France de la maison du roi.
- Blanche de Bourgogne, comtesse de Savoie.
- Guillaume Ier de Coucy, seigneur de Coucy, d’Oisy, de Marle et de Montmirail.
- Charles Robert de Hongrie, Charobert d'Anjou-Sicile (Károly Róbert en hongrois).
- Hugues Ier de Chalon-Arlay, seigneur d'Arlay et de Vitteaux de la Maison de Chalon-Arlay).
- François de Meyronnes, Frère mineur de la province de Provence, philosophe et théologien disciple de Duns Scot, ministre provincial de Provence et proche du pape Jean XXII.
- A'd od-Din Mahmoud Chabestari, poète ismaélien iranien.
- Gerlier Ier de Nassau, comte de Nassau-Wiesbaden, comte de Nassau-Weilburg et comte de Nassau-Idstein.
- Jean de Nesle-Offémont, ou Jean Ier de Nesle, seigneur d'Offémont et conseiller de Philippe VI de Valois.
- Gersonide, ou Rabbi Levi ben Gershom, commentateurs bibliques, mathématicien, astronome, philosophe et médecin.
- Ivan Ier Kalita, prince de Moscou.
- Nijō Michihira, noble de cour japonais (kugyō) de la fin de l'époque de Kamakura, régent kampaku.

date incertaine (vers 1288)
- Jean de Beaumont, né Jean de Hainaut, seigneur de Noordwijk, Gouda et Schoonhoven.

## Crédit d'auteurs
- Cet article est partiellement ou en totalité issu de l'article intitulé « 1288 » (voir la liste des auteurs).